# 板取政明
板取 政明（いたとり まさあき、1965年10月17日 - ）は、日本の男性声優。プロダクション・エース所属。長野県出身、身長168cm、血液型はA型。

## 出演

### 吹き替え

#### 映画
- アーサーとふたつの世界の決戦（通訳）
- RPG（アーガイル王）
- アーロン・ストーン（ユージーン）
- 悪霊館（マイケル牧師〈ブルース・デイヴィソン〉）
- 愛とセックスとセレブリティ（ウィル〈ハート・ボックナー〉）
- アザー・ガイズ 俺たち踊るハイパー刑事!（ジミー〈ボビー・カナヴェイル〉）
- アナイアレイション -全滅領域-（ロマックス〈ベネディクト・ウォン〉）
- アニー・イン・ザ・ターミナル（クリントン〈マイク・マイヤーズ〉）
- アメリカン・グラフィティ（ホルスタイン〈ジム・ボウハン〉）※BD版
- アメリカン・スナイパー（カーナン）
- アラフォー女子のベイビー・プラン
- ある会社員（警部）
- アンチャーテッド（ゲージ〈ピルウ・アスベック〉[1]）
- イコライザー2（サム・ルビンスタイン〈オーソン・ビーン〉[2]）
- 石ころの夢
- 1911（載灃、熊秉坤）
- イップ 翼をもった女の子
- 陰謀の代償 N.Y.コンフィデンシャル（ヴィニー・カーター〈トレイシー・モーガン〉）
- ウェイブ（トルステン）
- 裏窓（カール）※BD版
- 英国王のスピーチ（ロバート・ウッド）
- エルカミーノ: ブレイキング・バッド THE MOVIE（ジョー〈ラリー・ハンキン〉[3]）
- エンド・オブ・ウォッチ（リース警部）
- 狼たちの処刑台（レン〈デイビッド・ブラッドリー〉、チャイルズ警視〈イアン・グレン〉）
- 海角七号 君想う、国境の南（支配人）
- 帰ってきたヒトラー（クリストフ・ゼンゼンブリンク[4]）
- カサブランカ ※スター・チャンネル版
- 蛾人間モスマン（町長）
- 画皮 あやかしの恋（荊平）
- 神々の晩餐 〜シアワセのレシピ〜
- かみさまへのてがみ（コーネリアス・ペリーフィールド〈ラルフ・ウェイト〉）
- 完全なるチェックメイト（ビル・ロンバーディ神父〈ピーター・サースガード〉）
- きみがくれた物語（シェップ〈トム・ウィルキンソン〉）
- キャピタリズム〜マネーは踊る〜（ブッシュ、オバマ大統領）
- 恐怖の岬（ジョージ・ガーナー）※BD版
- キラー・エリート（官僚）
- キル・ザ・ギャング（ションドー）
- キング・オブ・マンハッタン 危険な賭け（ジェフリー・グリーンバーグ〈ラリー・パイン〉、ジェームズ・メイフィールド、クリス・フォーグラー）
- KING兄弟
- クーリエ 過去を運ぶ男（ミスター・カポ〈ミゲル・フェラー〉）
- グッド・ドクター 禁断のカルテ（クラウス刑事〈J・K・シモンズ〉）
- グッドモーニング・プレジデント（ヨンチョル）
- グッドラックチャーリー
- クライシス
- クライムダウン（アレックス）
- クラウド アトラス（ジャービス）
- クラッシュとバーンスティーン（ゴードン先生）
- クリードシリーズ
  - クリード チャンプを継ぐ男（トミー・ホリデイ〈グレアム・マクタヴィッシュ〉）
  - クリード 炎の宿敵（イワン・ドラゴ〈ドルフ・ラングレン〉）
- ゲーテの恋 〜君に捧ぐ「若きウェルテルの悩み」〜（法院長）
- ゲーマーズ（ポクロフスキー）
- 獣は月夜に夢を見る（トール〈ラース・ミケルセン〉）
- 荒野の七人（フラコ）※スター・チャンネル版
- ゴーストマシーン（尊師、マンティコア）
- ゴーストライター（ヴィニヤードの老人〈イーライ・ウォラック〉）
- 恋と愛の測り方
- 声をかくす人（リヴァーディ・ジョンソン〈トム・ウィルキンソン〉）
- コロンビアーナ（ジェームズ・ロス〈レニー・ジェームズ〉）
- ザ・エッグ 〜ロマノフの秘宝を狙え〜（ザイコフ〈マーセル・ユーレス〉）
- ザ・キングダム 砂の惑星（モス）
- ザ・サイレントウォー 〜戦場の絆〜（クレイトン）
- ザ・シューター 大統領暗殺（バロン〈ドミニク・パーセル〉）
- ザ・テロリスト（バリスタ）
- サブウェイNY（トニー）
- サブリミナル（タラント）
- ザ・メタ・シークレット（チャーリー・トレメンダス・ジョーンズ）
- シーウルフ（デス・ラーセン〈ティム・ロス〉）
- ジーク アンド ルーサー（スティーブ、ブラッド）
- 幸せはシャンソニア劇場から（トリケ）
- ジェイソン・ボーン（政府弁護人[5]）※BSテレ東版
- シェフ! 〜三ツ星レストランの舞台裏へようこそ〜（アキオ）
- 邪神バスターズ
- ジャックとジル（フェリペ）
- シャドー・チェイサー（マキシモ）
- 人生、ここにあり!（オッシ）
- シンディにおまかせ（ステップ）
- スーパー・チューズデー 〜正義を売った日〜（ジャック・スターンズ委員長〈グレゴリー・イッツェン〉）
- スコージ 災いをもたらす獣（ダレル）
- スティーブ・オースティン ザ・ダメージ（ヴェルツ）
- スパイ・アサシン（アビロフ）
- スプートニク（セミラドフ〈フョードル・ボンダルチュク〉）
- スリープレス・ナイト（マルシアノ）
- SAFE/セイフ（ラスキー）
- セットアップ（ウィリアム・ロング〈ジェームズ・レマー〉）
- 7デイズ（ハリソン）
- セレブ・ウォーズ 〜ニューヨークの恋に勝つルール〜（リチャード）
- セレブな彼女の落とし方（アーサー）
- セレブの誕生（ミラクルミルク）
- ゾーンＡ（ルビエ）
- ゾンビ処刑人
- ゾンビ・ヘッズ 死にぞこないの青い春（クリフ）
- ダークスカイズ（警官）
- 第3病院 〜恋のカルテ〜（ヤン医院長）
- 大脱出（ジャベド〈ファラン・タヒール〉）
- ダウントン・アビー/新たなる時代へ（クラークソン〈デヴィッド・ロブ〉[6]）
- たった一人のあなたのために（ウォレス〈スティーヴン・ウェバー〉）
- タワーリング・インフェルノ（カピー）※BSジャパン版
- チャップリンの改悟（果物売り・簡易宿泊所の主人・警官〈レオ・ホワイト〉）※スター・チャンネル版
- 超強台風（アホウドリ）
- チワワ・ザ・ムービー（ストック）
- ディノシャーク（リーブス博士）
- デス・レース3（ネロ）
- デンジャラス・ラン（ヴァルガス〈ファレス・ファレス〉）※ソフト版
- 10日間で彼女の心をうばう方法（ジェリー）
- 闘魂先生 Mr.ネバーギブアップ（デ・ラ・クルス氏〈レジー・リー〉）
- 逃走迷路（エドワード）※BD版
- ドライブ・アングリー3D（警部）
- ドラゴン・アイズ（ブーン）
- ドラゴン・タトゥーの女（弁護士）
- トレジャー・アイランド（グレー）
- 72時間（ペーター）
- 2048（バッターリャ）
- ネスト（エド・ロウリー巡査〈エリク・パラディーノ〉）
- ネバーバックダウン
- ハーフ・デイズ（グレッグ）
- 爆音家族
- 白鯨 MOBY DICK（マップル神父、レイチェル船長）
- 運び屋（バグ〈ロボ・セバスチャン〉[7]）※BSテレ東版
- ハットンガーデン・ジョブ（ケニー〈クライヴ・ラッセル〉）
- パニッシュメント（シャム）
- ハリーの災難（大金持ち）※BD版
- 必殺処刑チーム（コーヴァー〈スティーヴン・ラング〉）※ソフト版
- ヒッチコック（ジョセフ・ステファノ）
- ビトレイヤー（ハーベイ・クラウン〈ジェイソン・フレミング〉）
- ビバリーヒルズ・チワワ2（司祭）
- 秘密（ブレイ博士）
- ファウンダー ハンバーガー帝国のヒミツ
- フライング・ジョーズ（ジャクソン、サイモン）
- ブラックリスト（グレイ）
- ブラッド・アウト（アンソニー）
- ブラッド・ウェポン（マン・ティン）
- FREAKS フリークス 能力者たち（英語版）（ミスター・スノーコーン〈ブルース・ダーン〉[8]）
- フリーランサー NY捜査線（ビリー・モリソン）
- プリズナー（スティーヴン牧師〈アダム・ロドリゲス〉）
- ブルークラッシュ2（グラント）
- ブルース・リー伝説
- ブレイキング・ポイント（ボブ）
- プレミアム・ラッシュ（リャン）
- フレンチ・ディスパッチ ザ・リバティ、カンザス・イヴニング・サン別冊（エルブサン・サゼラック〈オーウェン・ウィルソン〉[9]）
- プロジェクトA ※WOWOW放映版
- ペク・ドンス（イン）
- ベロニカは死ぬことにした（フレッド）
- ベン・ハー（ティベリウス〈ベン・クロス〉）
- ボーダー（プロスキー）
- ホームズ探偵団と秘密のサーカス（団長）
- マーガレット・サッチャー 鉄の女の涙（ジェフリー・ハウ〈アンソニー・ヘッド〉）
- マシンガン・プリーチャー（ガラン）
- マチェーテ
- マッド・ブラザー（パグ）
- マンドレイク 人喰い植物のえじき（リン）
- メッセンジャー（デイル）
- ヤギと男と男と壁と（ブッシュ大統領）
- ユニバーサル・ソルジャー 殺戮の黙示録（リュック・デュブロー〈ジャン＝クロード・ヴァン・ダム〉）
- 夜明けのゾンビ（ロイ伍長）
- ラスト7（アイザック）
- ラストナイト・イン・ソーホー（上客男1〈マイケル・ミヤーズ〉[10]）
- ラストプラン
- 乱気流 タービュランスアタック（リチャード）
- ランボー/最後の戦場 （隊長）
- リーカー ザ・ライジング（リード・マカリスター保安官）
- リーガル・マインド 〜裏切りの法廷〜（サンプター裁判長〈ジェームズ・クロムウェル〉）
- リンカーン弁護士（フランク・レヴィン〈ウィリアム・H・メイシー〉）
- リンジー・ローハンの妊娠宣言!?（オキーフ）
- ルビー・スパークス（ウォーレン）
- レジスタンス（ネビル）
- REC/レック4 ワールドエンド（オルテガ船長）
- レッド・ライト（超心理学者）
- ロスト・バディ 迷子のベイリー大冒険（ストーミー）
- ロスト5（ペンクロフ）
- ロスト・ボディ（アンヘル・トレス）
- ロビン・フッド
- ロボコップ
- ロンドンゾンビ紀行（ハミッシュ）
- ワイルド・マックス（ウィリアム〈スティーヴン・ラング〉）
- わが心の友 愛犬デヴォン
- 忘れた恋のはじめかた

#### ドラマ
- iCarly
- 蒼のピアニスト（チェ弁護士）
- アプレンティス4 セレブたちのビジネス・バトル（スティーヴ・ヒルバート）
- アメリカン・ホラー・ストーリー（トラヴィス）
- アメリカン・ホラー・ストーリー: 精神科病棟（バイヤーズ）
- アラン使道伝（チェ大監）
- ALPHAS/アルファズ
- アンフォゲッタブル 完全記憶捜査（ロー・ソーンダース〈ケヴィン・ランキン〉）
- ウォーキング・デッド（デール・ホーヴァス〈ジェフリー・デマン〉）
- ウォリアー（リアリー〈ディーン・ジャガー〉）
- 王女ピョンガン 月が浮かぶ川（チン・ピル〈チャ・グァンス〉[11]）
- ALMOST HUMAN/オールモスト・ヒューマン
- カムバック マドンナ〜私は伝説だ（ミンギュ）
- 救命医ハンク セレブ診療ファイル
- キング 〜Two Hearts（ウン・ギュテ〈イ・スンジェ〉）
- グッド・ドクター 名医の条件
- GRIMM/グリム（ガイガー）
- 階伯〔ケベク〕（テス、キミ）
- ゴースト 〜天国からのささやき4（ロゴ、フランク）
- ゴースト 〜天国からのささやき5（グラスマン、若いころのレイ）
- コールドケース7 ザ・ファイナル
- 項羽と劉邦 King's War（張良〈フォ・チン〉）
- コバート・アフェア3
- CSI:ニューヨーク6
- CSI:マイアミ9
- 恕の人 -孔子伝-（司馬牛）
- 水滸伝（呼延灼、童貫）
- スーパーナチュラル7（イーサン・スナイダー）
- スーパーナチュラル8（フィリップ）
- ストライクバック:極秘ミッション
- ゾウズ・フー・キル 殺意の深層（ウルリーク）
- 続・ハリーズ・ロー 裏通り法律事務所（コリン）
- 孫子《兵法》大伝（伍子胥）
- タイタニック 愛と偽りの航海（マードック）
- ダ・ヴィンチ・デーモン（アルラヒム〈アレクサンダー・シディグ〉）
- ダウントン・アビー（リチャード・クラークソン医師〈デヴィッド・ロブ〉）
- ダメージ4（ジロット、オーウェン）
- ダメージ5（トーベン）
- 沈黙の宿命（ニコライ〈ギル・ベローズ〉、ドミオン）
- 沈黙の啓示（ミラー）
- 沈黙の背信（2011年、ポール〈ナサニエル・デヴォー〉 / カットマン）
- 沈黙の弾痕（ライアン）
- 沈黙の挽歌（イチロウ〈ヒロ・カナガワ〉）
- 沈黙の神拳（ジョナサン、グリゴー）
- 沈黙の嵐（ニコライ〈ギル・ベローズ〉）
- 沈黙の掟（エディ〈ザック・サンティアゴ〉）
- 沈黙の牙（エディ〈ザック・サンティアゴ〉）
- 沈黙の炎（エディ〈ザック・サンティアゴ〉）
- 沈黙の刻（エディ〈ザック・サンティアゴ〉）
- 沈黙の魂（アイドラン）
- デクスター 〜警察官は殺人鬼
- トキメキ☆成均館スキャンダル（ファン、カンム）
- Dr.HOUSE5（ライアン）
- ナイト・エージェント(アシュリー・レッドフィールド<クリストファー・シャイアー>)
- ナイトメア〜血塗られた秘密〜（ゴルーズワージ）
- ナイトライダーNEXT（ジャックバーバー軍曹）
- PERSON of INTEREST 犯罪予知ユニット（ウィル）
- 花ざかりの君たちへ（カン・グヌク）
- 薔薇の名前（レミージョ〈ファブリッツィオ・ベンティヴォリオ〉[12]）
- パワーレンジャー・ミスティックフォース（スティックゾイド）
- HAWAII FIVE-0（ジョーダン）
- ファッション王（ヨンゴルの父）
- 武神（チェ・チュンミョン）
- 僕の妻はスーパーウーマン（キム理事）
- ホジュン 〜伝説の心医〜（ク・イルソ）
- MAD MEN（リー）
- ミディアム7 最終章
- ミルドレッド・ピアース 幸せの代償
- ラブレイン（副園長）
- リゾーリ&アイルズ2（ゲイリー）
- リトビネンコ暗殺（アレックス・ゴールドファーブ〈マーク・イヴァニール〉[13]）
- リベンジ
- レバレッジ 〜詐欺師たちの流儀3（アサートン、ウォール）
- レバレッジ 〜詐欺師たちの流儀4（サウンダース、チェズニー、ギレルモ）
- LAW & ORDER
- LAW & ORDER:LA
- LAW & ORDER:性犯罪特捜班
- LAW & ORDER:UK
- 私に嘘をついてみて（コン・ジュンホ）
- 私はラブ・リーガル2､3

#### ドキュメンタリー
- Formula 1: 栄光のグランプリ（クリスチャン・ホーナー、ギュンター・シュタイナー、オトマー・サフナウアー、ランス・ストロール、ほか）

#### アニメ
- あつまれ!LEGO マーベル・スーパーヒーローズ
- おさるのジョージ
- インドだぜ!ジョニー・ブラボー
- 怪奇ゾーン グラビティフォールズ
- 超能力ボックスX
- モーターシティ

### テレビアニメ
2010年
- そらのおとしものf

2011年
- R-15（生徒）
- シュタインズ・ゲート（ラウンダー）
- デッドマン・ワンダーランド（コスギ）
- べるぜバブ（ガレ、帝毛B）

2013年
- 宇宙戦艦ヤマト2199（根本幹雄、佐伯功二、内海政信、古代芳雄 他）※2012年劇場先行公開
- 俺の脳内選択肢が、学園ラブコメを全力で邪魔している（遠藤）
- ドラえもん（テレビ朝日版第2期）（2013年 - 2018年、警官、原始人C、おじさん、マスター、ブランコ 他）
- 忍たま乱太郎（2013年 - 2018年、暗殺者〈2代目〉、山賊お頭、刺客、オシロイシメジ忍者、出城の兵 他）
- ビビッドレッド・オペレーション（先生、船員A、老教師、防衛軍隊員、局員B 他）

2014年
- 棺姫のチャイカ AVENGING BATTLE（執事）
- LOVE STAGE!!（講師）

2015年
- 櫻子さんの足下には死体が埋まっている（一重の父親）
- 新妹魔王の契約者（不良B、長老、白虎、澪の父、クラウス 他） - 2シリーズ

### 劇場アニメ
- 宇宙戦艦ヤマト2199 星巡る方舟（2014年、根本幹雄[16]）
- パロルのみらい島（2014年、男）
- クレヨンしんちゃん 爆盛!カンフーボーイズ〜拉麺大乱〜（2018年、店員C）
- ぼくらの7日間戦争（2019年、男性記者）

### OVA
- ガーフィールド・ザ・ヒーロー（2010年、ウォーリー教授）
- デッドマン・ワンダーランド（2011年、巡査）
- 宇宙戦艦ヤマト2202 愛の戦士たち（2017年、佐伯功二[17]）※ODS作品

### ゲーム
- アサシン クリード IV ブラック フラッグ（2013年、ラウレアーノ・トーレス）
- アサシン クリード シンジケート（2015年、チャールズ・ダーウィン[18]）
- Fallout 4（2015年、パラディン･ダンス[19]）
- クラッシュ・バンディクー4 とんでもマルチバース（2020年、ネオ・コルテックス[20][注 1]）
- レゴ スター・ウォーズ：スカイウォーカー・サーガ（2022年）
- モンスターストライク（サテュロス[21]）
- ファイナルファンタジーVII リバース（2024年）

### ドラマCD
- ハイラのSP -龍伐庁調査執行部第3課-（志井真地彦[22]）

### ボイスオーバー
- アメリカ極秘文書の謎
- アンダーカバーボス
- エマニエルの気ままな列車旅
- 海賊島に隠された真実
- 環境ビジネス革命に見る未来
- 旧石器時代の戦い
- 恐怖と欲望のサイエンス
- このペット凶暴につき
- 再生医療の不思議
- ジャガーの生息
- 初代トロフィー
- 100,000年後の安全
- 世紀の戦車対決
- 世界最強！ トラック野郎決定戦（ルーキー）
- 世界の奇妙な風習
- 戦士たちの墓場
- 続・犬たちの悲鳴 〜告発から3年〜
- チャージ！ マン島 バイクレース
- 地産地消 100マイルチャレンジ
- 伝説のドラゴン コモドオオトカゲの真実
- トップ・ガンズ 〜世界最強の銃はどれだ！〜
- ナイジェルのシンプルレシピ
- 盗まれる子供たち
- 脳の仕組み
- バイオグラフィー
- パンダの大冒険 〜動物園の挑戦〜
- プレッパーズ 〜世界滅亡に備える人々〜
- ポーンスターズ アメリカお宝鑑定団
- マヤ文明の黙示録
- 無縁死のおくりびと
- モーガン・フリーマンが語る宇宙
- 毛沢東と冷戦時代
- 世界遺産
- マーサ・スチュワート・ショー
- 野生のエルザの真実
- ロシア 月への旅
- ワイフスワップ